# Dauphin de l'Indus
Platanista minor
Espèce
Statut de conservation UICN

 EN A2abcde : En danger
Statut CITES
Le dauphin de l'Indus ou, plus rarement, plataniste de l'Indus et, localement, bhulan est selon les auteurs une espèce (Platanista minor) ou une sous-espèce (Platanista gangetica minor) de dauphin d'eau douce du genre Platanista.

## Description physique
Il possède un corps gris-brun d'une longueur moyenne de 2 mètres pour un poids d'environ 80 kg. Comme la plupart des dauphins d'eau douce, il possède un rostre long et étroit (pouvant mesurer jusqu'à 20 % de sa taille totale). Il est doté de larges nageoires pectorales mais ne possède pas d'aileron dorsal qui est remplacé par une simple bosse ce qui lui permet de nager en travers dans des eaux peu profondes.
Fréquentant des eaux boueuses, il est quasiment aveugle, mais se sert de son écholocalisation pour trouver sa nourriture consistant en poissons et mollusques.
La femelle est plus grande que le mâle ; la gestation dure 11 mois et le delphineau mesure près d'un mètre à la naissance.

## Population et distribution
Comme son nom l'indique, cette espèce vit dans le bassin de l'Indus au Pakistan.
C'est une espèce menacée de disparition par l'industrialisation et la chasse (pour sa viande et son huile utilisée en cosmétique et en aphrodisiaque). Seul un millier d'individus subsistent et on leur pronostique à court terme une perte de diversité génétique. On le trouve rarement en groupes de plus de trois individus ; il semble par ailleurs migrer le long du fleuve au gré des saisons.
Depuis 2008, une population subsistante et viable de dauphins est connue dans le Pendjab indien, sur le cours du Beas, un affluent de l'Indus,. Découverte fin 2007 dans la zone humide de Harike, cette population est stable mais très fragile, composée d'une dizaine d'individus recensés, se concentrant essentiellement dans le district de Tarn Taran.